# Daniel Stahle
Daniel Stahle (* 12. November 1974) ist ein ehemaliger bolivianischer Skirennläufer.

## Karriere
Stahle nahm 1992 an den Olympischen Winterspielen in Albertville teil. Dort erreichte er als beste Platzierung den 56. Platz im Slalom. Nach den Spielen ist er nicht mehr als Rennläufer in Erscheinung getreten.

## Erfolge

### Olympische Winterspiele
- Albertville 1992: 56. Slalom, 83. Riesenslalom